# Ekaterina Bogacheva
Ekaterina Olegovna Lyubushkina (Bogacheva) (Volgogrado,2 de janeiro de 1990) é uma voleibolista russa que atua na posição de central.Lyubushkina desde 2015 defende as cores da Equipe russa do Dinamo Moscou.

## Clubes
| Clube                       | De        | A         |
| --------------------------- | --------- | --------- |
| Zaretchie Odintsovo         | 2007-2008 | 2012-2013 |
| Fakel Novy Ourengoy         | 2013-2014 | 2013-2014 |
| Futura Volley Busto Arsizio | 2014-2015 | 2014-2015 |
| Dínamo Moscou               | 2015-2016 | …         |

## Conquistas

### Seleção
- 2015  - Grand Prix - Omaha 2015

### Clubes
- 2008/2009  - Campeonato Russo
- 2009/2010  - Campeonato Russo
- 2014  - Supercopa Italiana
- 2014/2015  Liga dos Campeões da Europa